# فلوران سيناما بونغول
فلوران سيناما بونغول (بالفرنسية: Florent Sinama Pongolle) (مواليد 20 أكتوبر 1984 في سانت بيير - ريونيون) لاعب كرة قدم فرنسي سابق.

## روابط خارجية
- فلوران سيناما بونغول على موقع الاتحاد الدولي (مؤرشف)  (الإنجليزية)
- فلوران سيناما بونغول على موقع الاتحاد الأوربي (الإنجليزية)
- فلوران سيناما بونغول على موقع رابطة كرة القدم الفرنسية للمحترفين (الإنجليزية)
- فلوران سيناما بونغول على موقع الدوري الأمريكي (الإنجليزية)
- فلوران سيناما بونغول على موقع قاعدة بيانات كرة القدم.إي يو (الإنجليزية)
- فلوران سيناما بونغول على موقع ليكيب (الفرنسية)
- فلوران سيناما بونغول على موقع ناشيونال فوتبول تيمز (الإنجليزية)
- فلوران سيناما بونغول على موقع Soccerbase.com (لاعب) (الإنجليزية)
- فلوران سيناما بونغول على موقع Soccerway.com (الإنجليزية)
- فلوران سيناما بونغول على موقع عالم كرة القدم.نت (الإنجليزية)